# 黒岡帯刀

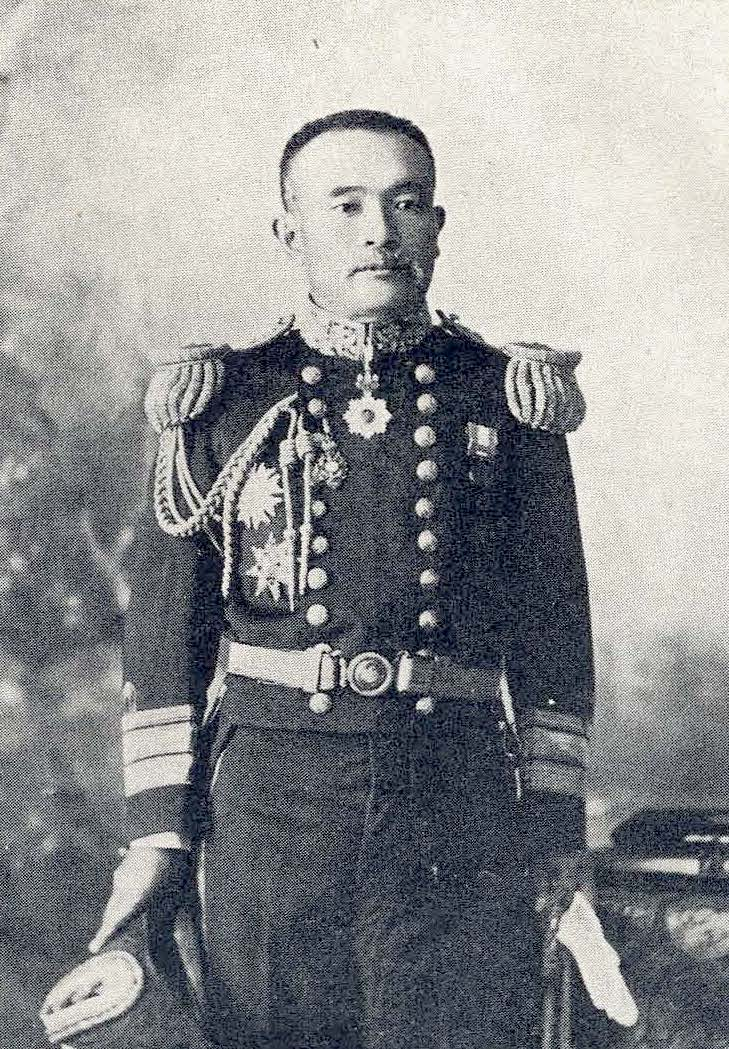
黒岡帯刀

黒岡 帯刀（くろおか たてわき、1851年8月28日（嘉永4年8月2日） - 1927年（昭和2年）12月19日）は、日本の海軍軍人、政治家。最終階級は海軍中将正三位勲二等。貴族院勅選議員。

## 経歴
薩摩国鹿児島郡鹿児島城下下竜尾町（現鹿児島県鹿児島市下竜尾町）で薩摩藩士（180石）・黒岡久直の長男として生まれる。幼名仁之介、元服してからは城之介久馨と名乗る。
東京海軍操練所を経て、英国、仏国に留学。1874年7月、海軍少尉任官。以後、ウラジオストック派遣、東海鎮守府在勤、海軍兵学校出勤、兼太政官権少書記官軍事部勤務、威仁親王英国留学随行・兼在英国公使館附、軍事部第五課長、軍事部第四課長兼軍事部第三課長、兼造船会議議員、参謀本部海軍部第三局長心得などを務め、1886年4月、海軍大佐に昇進。
参謀本部海軍部第三局長、海軍参謀本部出仕、横須賀鎮守府参謀長を務め、日清戦争には筑波艦長、浪速艦長として出征した。1897年12月27日、海軍少将に進み台湾総督府海軍参謀長に就任。1901年7月4日待命、1902年7月4日休職を経て、1903年9月5日、海軍中将昇進と同時に予備役編入となり、1914年3月1日後備役を経て、1925年12月7日に退役した。
1903年11月20日、貴族院勅選議員に任じられ、薨去するまで在任した。その他、鉄道会議臨時議員を務めた。
1927年（昭和2年）12月19日薨去。墓所は鎌倉の寿福寺。同所には父久直の墓もある。

## 栄典・授章・授賞
位階
- 1883年（明治16年）12月25日 - 正六位[10]
- 1886年（明治19年）7月8日 - 従五位[11]
- 1892年（明治25年）2月22日 - 正五位[12]
- 1897年（明治30年）5月31日 - 従四位[13]

勲章等
- 1895年（明治28年）11月18日 - 明治二十七八年従軍記章[14]
- 1900年（明治33年）5月31日 - 勲二等瑞宝章[15]

## 親族
黒岡家は豊州島津家7代目当主島津久賀の次男島津帯刀久元が家祖。正徳期から黒岡姓を名乗った。久元の祖母島津御屋地（島津家17代当主島津義弘の長女）の遺領500石を継ぎ、別家を立てたのに始まる。
- 父 黒岡久直
- 母 島津近子
- 弟 山口九十郎（海軍中将）[3]
- 妻 黒岡豊子：初代印刷局長の得能良介の娘[16]
- 子 黒岡忠雄：海軍少佐
  - 妻 黒岡市子：男爵島津雄五郎（島津忠欽家）の娘
- 子 藤田勝子：藤田徳次郎の妻